# Kaholo
Kaholo – miasto w Angoli, w prowincji Huíla.